# قدفع
قدفع هي منطقة وواحة في الفجيرة، الإمارات العربية المتحدة. وهي موقع محطة الفجيرة للطاقة وتحلية المياه المحطة الأكبر في دولة الإمارات العربية المتحدة.
واحة قدفع هي موقع دفن يعود لحضارة وادي سوق (2000 إلى 1300 قبل الميلاد)، وهي مقبرة مميزة على شكل حدوة حصان تعرض القطع الأثرية من هذا الموقع في متحف الفجيرة الوطني. كان الاكتشاف في قدفع غير عادي حيث يحتوي الموقع على مئات الأسلحة والسفن، بما في ذلك السيوف الطويلة والأقواس والسهام.